# Thorium(II)-iodid
Thorium(II)-iodid ist eine chemische Verbindung des Thoriums aus der Gruppe der Iodide.

## Darstellung
Thorium(II)-iodid kann durch eine mehrtägige Reaktion von Thorium(IV)-iodid mit Thorium bei 600 °C gewonnen werden. Schreckt man die entstehende Verbindung bei dieser Temperatur ab, erhält man α-Thorium(II)-iodid. Führt man die Reaktion jedoch bei 800 °C aus und schreckt dann ab, erhält man die β-Form.
{\displaystyle \mathrm {Th+ThI_{4}\longrightarrow 2\ ThI_{2}} }
Ebenfalls möglich ist die Darstellung durch Reaktion aus den Elementen
{\displaystyle \mathrm {Th+I_{2}\longrightarrow ThI_{2}} }
oder die thermische Zersetzung von Thorium(III)-iodid bei Temperaturen oberhalb 550 °C.
{\displaystyle \mathrm {2\ ThI_{3}\longrightarrow ThI_{4}+ThI_{2}} }

## Eigenschaften
Thorium(II)-iodid kommt in zwei Modifikationen vor. Bei 600–700 °C wandelt sich die α- in die β-Form um. Die α-Form ist eine schwarze, meist schlecht durchkristallisierte Masse mit einem schwachen Bronzeschimmer. Kleinere Teilchen sind etwas durchsichtig mit schwachem Dichroismus von bräunlich nach purpur. Die β-Form ist ein metallisch-goldglänzender Feststoff, bei dem gut kristallisierte Anteile in Form glänzender, unregelmäßig-sechsseitiger Plättchen vorliegen, die relativ weich sind und einen metallglänzenden Strich liefern. Beide Formen besitzen eine hexagonale Kristallstruktur (α-Form: a = 396 pm, c = 3176 pm, β-Form: a = 912 pm, b = 374 pm), wobei die α-Form die Raumgruppe P63/mmc (Raumgruppen-Nr. 194) besitzt. Die α-Form kristallisiert in einer Schichtstruktur, in der zwei kristallographisch verschiedene Th-Ionen existieren. In einem Schichttyp sind die Th-Ionen oktaedrisch koordiniert, in den angrenzenden Schichten sind die Koordinationspolyeder trigonale Prismen.